# Dwergerwtenmossel
De dwergerwtenmossel (Odhneripisidium moitessierianum, synoniem Pisidium moitessierianum) is een minuscule, in zoetwater levende tweekleppigensoort uit de familie van de Sphaeriidae. De wetenschappelijke naam van de soort werd in 1866 voor het eerst geldig gepubliceerd door Paladilhe. Deze soort is inheems in de Nederlandse wateren.

## Beschrijving
De dwerg-erwtenmossel is de kleinste van de erwtenmosselen of Pisidium-soorten, en de kleinste van alle zoetwatertweekleppigen, met een lengte van 1,5 tot 2,5 mm (volwassen grootte). De schelp is langovaal en schuin wigvormig met prominente umbo's die iets achter het middelpunt liggen. De umbo's worden afgebakend door een ondiepe groef. Het oppervlak (periostracum) is zijdeachtig, met regelmatige concentrische strepen.

## Verspreiding
De dwerg-erwtenmossel komt vooral voor in de zuidelijke helft van Europa en verspreidingsgebied strekt zich uit tot in het verre oosten van West-Siberië. 
Euglesa:
casertana · 
compressa · 
conventus · 
edlaueri · 
globularis · 
henslowana · 
hinzi · 
lilljeborgi · 
maasseni · 
pulchella · 
subtruncata · 
waldeni

Odhneripisidium:
annandalei · 
moitessierianum · 
stewarti · 
tenuilineatum

Musculium:
lacustre · 
†subtile · 
transversum

Pisidium:
amnicum · 
†clessini · 
hibernicum · 
milium · 
nitidum · 
obtusalis · 
obtusale obtusale · 
obtusale lapponicum · 
personatum · 
pseudosphaerium · 
supinum

Sphaerium:
asiaticum · 
corneum · 
†icenicum · 
nitidum · 
nucleus · 
ovale · 
rivicola · 
†rosmalense · 
solidum · 
†subsolidum